# Johanneskerk (Jeruzalem)

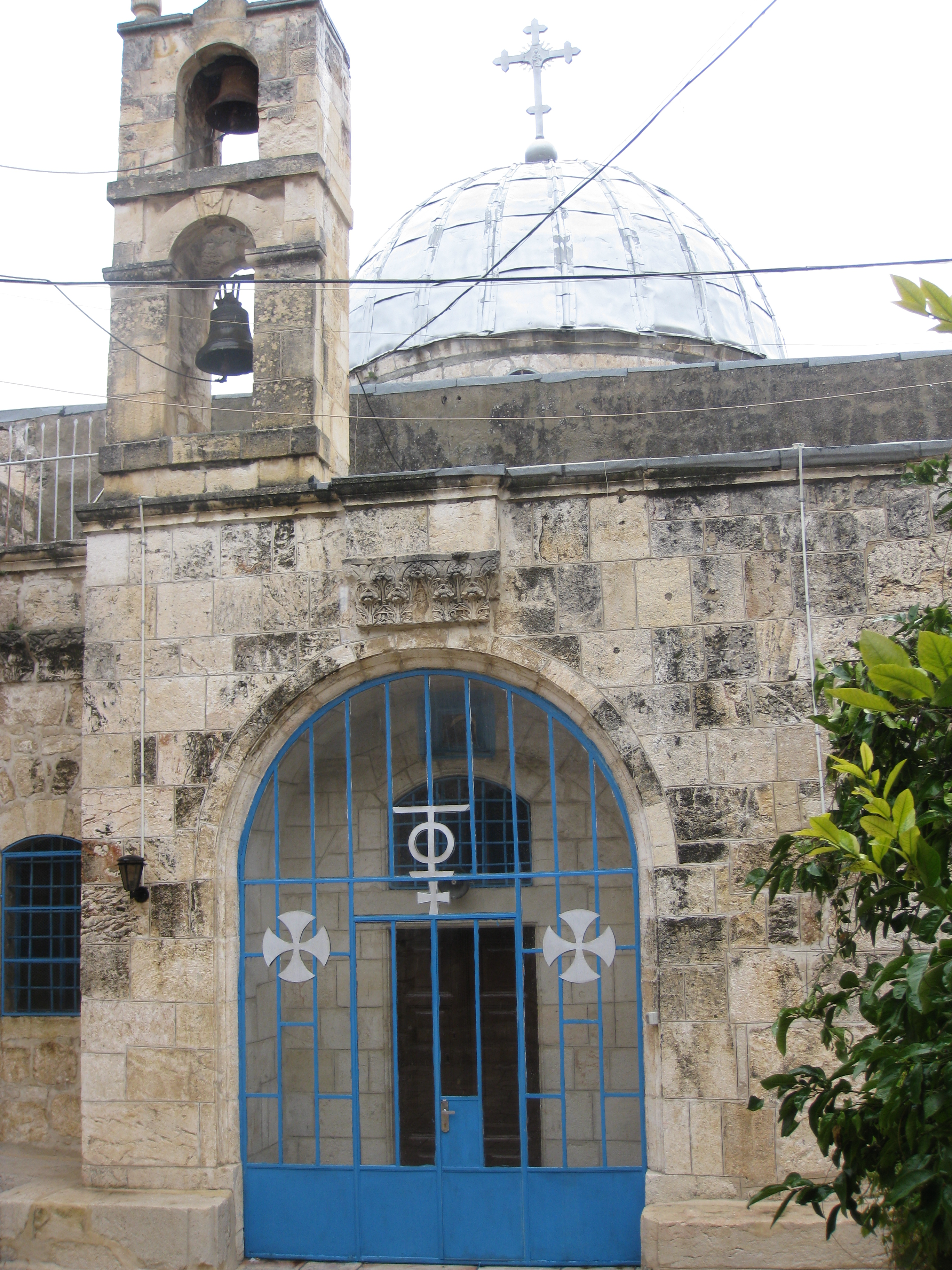
Portaal van de Johanneskerk

De Johanneskerk ofwel de Kerk van Johannes de Doper is een kerkgebouw in de Oude Stad van Jeruzalem en de wijk Muristan. De kerk is gewijd aan Johannes de Doper en in de kerk wordt ook een schedel van de Doper als reliek vereerd.

## Geschiedenis
De kerk werd als een van de eerste christelijke gebedsplaatsen in Jeruzalem gesticht. De kerk werd in het begin van de 5e eeuw op initiatief van de verbannen keizerin Aelia Eudocia gesticht. Onder de patriarch Johannes de Aalmoezenier werd de kerk gewijd aan Johannes de Doper.
In 1073 maakte de Johanneskerk deel uit van het hospitaal dat gerund werd door Zuid-Italiaanse kooplieden. In 1113 werd de Orde van het Hospitaal officieel erkend door paus Paschalis II en de orde zou later bekendstaan als de Johannieters. De huidige kerk werd door de orde in 1170 gebouwd op de oude Byzantijnse ruïnes. Na de Val van Jeruzalem in 1187 bleven enkele ridders achter die de zorg bleven dragen voor het hospitaal en de kerk. Tegenwoordig is de kerk in het bezit van de Grieks-orthodoxe Kerk die de kerk in de negentiende eeuw gerestaureerd hebben.

## Crypte
De crypte van de kerk dat wat dieper ligt is alleen bereikbaar vanaf de straatkant. De gewelven dateren nog uit de 5e eeuw. Aan een van de muren van de crypte hangt een portret van de stichter keizerin Aelia Eudocia. De schedel van Johannes die in vroegere tijden in de crypte lag is tegenwoordig te bewonderen in de kerk zelf. Het reliek bevindt zich aan de rechterkant van de ingang.